# Fernández (Familienname)

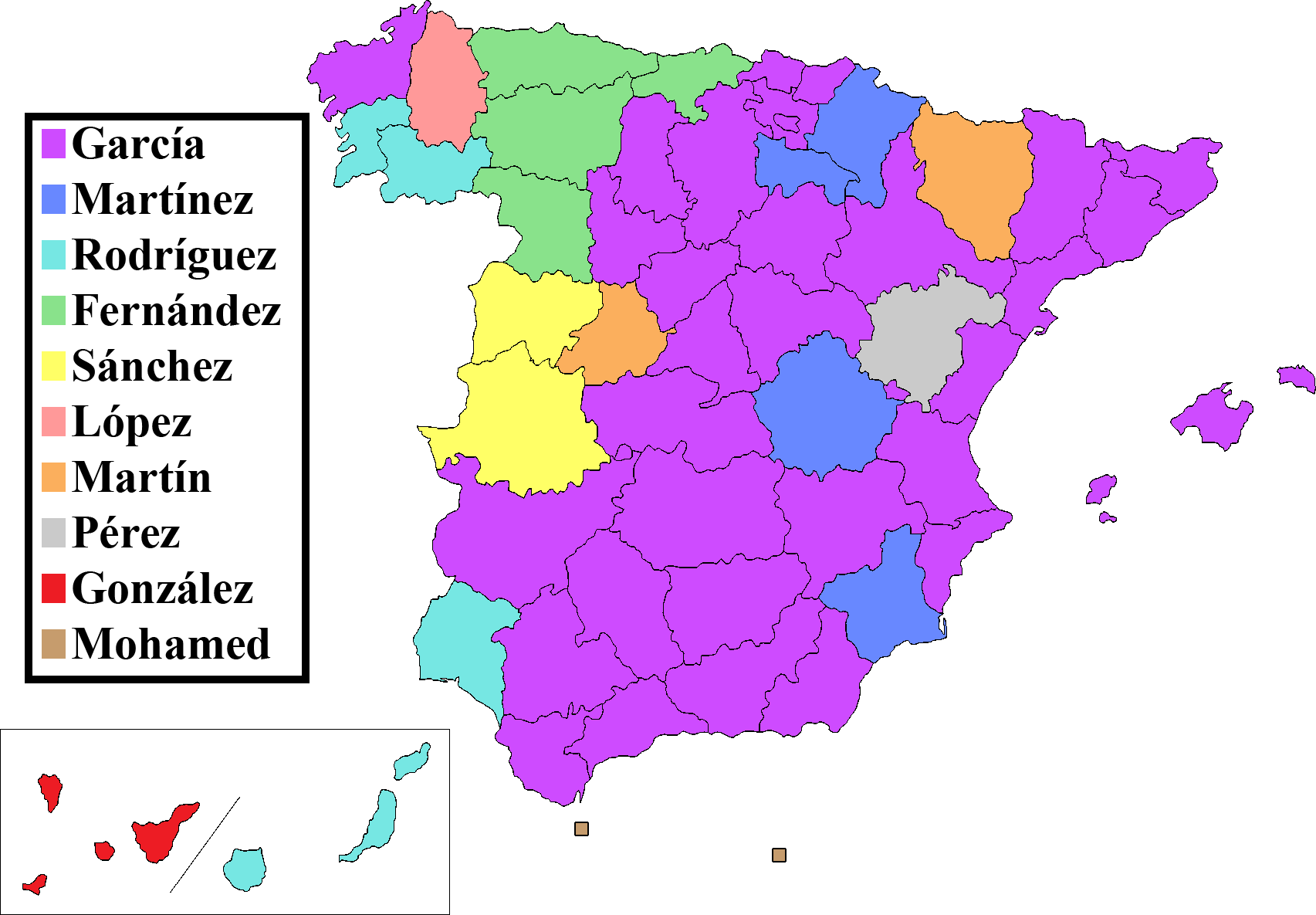
Die meistverbreiteten Familiennamen in Spanien

Fernández (außerhalb des spanischsprachigen Raums auch Fernandez geschrieben) ist ein spanischer Familienname.

## Herkunft und Bedeutung
Fernández ist ein patronymischer Name und leitet sich von Fernando ab.

## Varianten
- Hernández
- portugiesisch: Fernandes

## Namensträger

### A
- Abelardo Fernández (* 1970), spanischer Fußballspieler
- Adela Fernández (1942–2013), mexikanische Autorin
- Adolfo Fernández Saínz (* 1948), kubanischer Dissident
- Adrián Fernández (Rennfahrer, 1963) (* 1963), mexikanischer Automobilrennfahrer
- Adrián Fernández (Fußballtrainer) (* 1977), uruguayischer Fußballtrainer
- Adrián Fernández (Fußballspieler) (* 1980), argentinischer Fußballspieler
- Adrián Fernández (Fußballspieler, 2001) (* 2001), argentinischer Fußballspieler
- Adrián Fernández Clemente (* 1994), spanischer Handballspieler
- Adrián Fernández (Rennfahrer, 2004) (* 2004), spanischer Motorradrennfahrer
- Adriana Fernández (* 1971), mexikanische Langstreckenläuferin
- Agustí Fernández (* 1954), spanischer Pianist und Komponist
- Aida Fernández Ríos (1947–2015), spanische Ozeanografin
- Ainhoa Fernández (* 1994), andorranische Fußballschiedsrichterassistentin
- Aitor Fernández (Fußballspieler, 1986) (* 1986), spanischer Fußballspieler
- Aitor Fernández (Fußballspieler, 1991) (* 1991), spanischer Fußballspieler
- Aitor Fernández (Leichtathlet) (* 1991), spanischer Leichtathlet
- Aitor Canca Fernández (* 1982), spanischer Volleyballspieler
- Aitor Tornavaca Fernández (* 1976), spanischer Fußballspieler
- Alberto Fernández (Fußballspieler) (* 1943), spanischer Fußballspieler
- Alberto Fernández (Ruderer), uruguayischer Ruderer
- Alberto Fernández (Sportschütze) (* 1983), spanischer Sportschütze
- Alberto Fernández Blanco (1955–1984), spanischer Radsportler
- Alberto Fernández de la Puebla (* 1984), spanischer Radsportler
- Alberto Fernández de Rosa (* 1944), argentinischer Schauspieler
- Alberto Fernández Sainz (* 1981), spanischer Radsportler
- Alberto Ángel Fernández (* 1959), argentinischer Politiker
- Alberto López Fernández (* 1969), spanischer Fußballspieler
- Alcides Julian Fernandez (* 1982), paraguayischer Basketballspieler
- Alejandro Fernández (* 1971), mexikanischer Sänger
- Alejandro Fernández (Footballspieler) (* 2001), spanischer American-Football-Spieler
- Alejandro Fernández Feo-Tinoco (1908–1987), venezolanischer römisch-katholischer Geistlicher, Bischof von San Cristóbal de Venezuela
- Alejo Fernández (1475–1545), spanischer Maler
- Alex Fernandez (Schauspieler) (* 1967), US-amerikanischer Schauspieler
- Álex Fernández (Alejandro Fernández Iglesias; * 1992), spanischer Fußballspieler
- Alex Fernández (Alex Javier Fernández Aguirre; * 1994), uruguayischer Fußballspieler
- Alfred Fernández (1915–1983), indischer Geistlicher, Bischof von Allahabad
- Alicia Fernández Fraga (* 1992), spanische Handballspielerin
- Alina Fernández (* 1956), kubanische oppositionelle Aktivistin, Tochter von Fidel Castro und Naty Revuelta
- Alison Fernandez (* 2005), US-amerikanische Schauspielerin
- Almudena Fernández (* 1977), spanisches Fotomodell
- Alonso Fernández de Avellaneda, spanischer Autor des 17. Jahrhunderts (Pseudonym)
- Alonso Fernández de Lugo (1456–1525), spanischer Adliger und Eroberer
- Alonso Fernández de Madrigal († 1455), spanischer Geistlicher, Bischof von Ávila

- Álvaro Fernández (Radsportler) (1960–1987), spanischer Radrennfahrer
- Álvaro Fernández (Kanute) (* 1982), spanischer Kanute
- Álvaro Fernández (Fußballspieler, 1985) (* 1985), uruguayischer Fußballspieler
- Álvaro Fernández (Fußballspieler, 1998) (* 1998), uruguayischer Fußballspieler
- Álvaro Fernández (Fußballspieler, April 1998) (* 1998), spanischer Fußballspieler
- Amaranta Fernández Navarro (* 1983), spanische Volleyball- und Beachvolleyballspielerin
- Américo Cruz y Fernández (1908–1999), kubanischer Diplomat
- Ana Fernández (* 1965), spanische Schauspielerin
- Ana Ibis Fernández (* 1973), kubanische Volleyballspielerin
- Anahí Fernández (* 1993), uruguayische Fußballschiedsrichterin
- Andrés Fernández (Theologe), Rektor des Päpstlichen Bibelinstitut von 1918 bis 1924
- Andrés Fernández (Fußballspieler, August 1986) (Andrés Pablo Fernández Rizzo; * 1986), uruguayischer Fußballspieler
- Andrés Fernández (Fußballspieler, Dezember 1986) (Andrés Fernández Moreno; * 1986), spanischer Fußballspieler
- Andres Fernández (Rennfahrer), spanischer Motorradrennfahrer
- Ángel Fernández Artime (* 1960), spanischer Ordensgeistlicher und Kardinal
- Ángel Fernández Collado (* 1952), spanischer Geistlicher, Bischof von Albacete
- Ángel Fernández Pérez (* 1988), spanischer Handballspieler
- Ángel Fernández Roca (* 1904; † unbekannt), argentinischer Fußballtrainer
- Ángel Fernández (Badminton) (* um 1965), spanischer Badmintonspieler
- Ángel Fernández (Fechter), spanischer Fechter und Olympiateilnehmer
- Ángel San Casimiro Fernández (* 1942), spanischer Ordensgeistlicher, Bischof von Alajuela
- Ángel Oswaldo Fernández (* 1971), ecuadorianischer Fußballspieler
- Angy Fernández (Ángela María Fernández González; * 1990), spanische Schauspielerin und Sängerin
- Aniceto Fernández Alonso (1895–1981), spanischer Ordensgeistlicher, Generalsuperior der Dominikaner
- Aníbal Fernández (* 1957), argentinischer Politiker (Partido Justicialista)
- Anna-Maria Fernández (* 1960), US-amerikanische Tennisspielerin
- Anselmo Fernandez (1918–2000), portugiesischer Architekt und Fußballtrainer
- Anthony Soter Fernandez (1932–2020), kongolesischer Ordensgeistlicher, Erzbischof von Kuala Lumpur
- Antonio Fernández (Leichtathlet) (* 1948), spanischer Leichtathlet
- Antonio Fernández (Fußballspieler) (* 1985), uruguayischer Fußballspieler
- Antonio Fernández (Bogenschütze) (* 1991), spanischer Bogenschütze
- Antonio Guzmán Fernández (1911–1982), dominikanischer Geschäftsmann und Politiker
- Antonio M. Fernández (1902–1956), US-amerikanischer Politiker
- Antonio Vidal Fernández (1928–2013), kubanischer Maler
- Arabela Fernández Rabener (* 1990), spanische Tennisspielerin
- Ariel Fernandez (* 1957), argentinisch-amerikanischer Physikochemiker und Pharmazeut
- Arístides Fernández (1851–1923), kolumbianischer Militär und Politiker
- Armando Fernández (* 1955), mexikanischer und deutscher Wasserballspieler
- Arran Fernandez (* 1995), britischer Mathematiker
- Arturo Fernández (1906–1999), peruanischer Fußballspieler und -trainer
- Augusto Fernández (Fußballspieler) (* 1986), argentinischer Fußballspieler
- Augusto Fernández (Rennfahrer) (* 1997), spanischer Motorradrennfahrer
- Aureliano Fernández-Guerra (1816–1894), spanischer Historiker und Schriftsteller

### B
- Baldomero Fernández Moreno (1886–1950), spanisch-argentinischer Arzt und Schriftsteller
- Beatriz Fernández (* 1985), spanische Handballspielerin
- Begoña Fernández (* 1980), spanische Handballspielerin
- Beñat Fernández (* 2007), spanischer Motorradrennfahrer
- Benedikt Fernandez (* 1985), deutscher Fußballspieler
- Bernardino Fernández de Velasco (1783–1851), spanischer Schriftsteller und Politiker
- Bianca Fernandez (* 2004), kanadische Tennisspielerin
- Bingen Fernández (* 1972), spanischer Radrennfahrer
- Blanca Fernández (* 1992), spanische Mittel- und Langstreckenläuferin
- Blanca Fernández Ochoa (1963–2019), spanische Skirennläuferin
- Borja Fernández (* 1981), spanischer Fußballspieler
- Brian Fernández (* 1994), argentinischer Fußballspieler

### C
- Carlos Fernández (Schauspieler) (* 1932), mexikanischer Schauspieler
- Carlos Fernández (Filmproduzent), Filmproduzent
- Carlos Fernández (Schiedsrichter), costa-ricanischer Fußballschiedsrichter
- Carlos Fernández (Fußballspieler, 1984) (Carlos Osvaldo Fernández Maldonado; * 1984), peruanischer Fußballspieler
- Carlos Fernández (Fußballspieler, 1990) (* 1990), venezolanischer Fußballspieler
- Carlos Fernández (Fußballspieler, Februar 1992) (* 1992), honduranischer Fußballspieler
- Carlos Fernández (Fußballspieler, November 1992) (* 1992), costa-ricanischer Fußballspieler
- Carlos Fernández (Fußballspieler, 1996) (Carlos Fernández Luna; * 1996), spanischer Fußballspieler
- Carlos Fernández Carranza, uruguayischer Fußballspieler
- Carlos Fernández Casado (1905–1988), spanischer Bauingenieur
- Carlos Fernández Demeneghi, mexikanischer Fußballspieler
- Carlos Fernández Gondín (1938–2017), kubanischer Politiker, Militär und Revolutionär
- Carlos Fernández González (* 1966), mexikanischer Industriemanager
- Carlos Fernández-Pello, spanischer Ingenieur
- Carlos Fernández Shaw (1865–1911), spanischer Autor
- Carlos Alberto Fernández (* 1907), argentinischer Diplomat
- Carlos Alberto Vázquez Fernández (* 1999), kubanischer Fußballspieler, siehe Cavafe
- Carlos Rafael Fernández (* 1954), argentinischer Politiker
- Carmelo Fernández (1907), venezolanischer Diplomat
- Carolina Fernández, spanische Sängerin
- Caué Fernández (* 1988), brasilianischer Fußballspieler
- Cecilio Fernández (* 1959), spanischer Biathlet
- Celestino Fernández (1838–1907), spanischer Geistlicher und Botaniker
- Celestino Fernández y Fernández (1890–1980), mexikanischer Geistlicher, Bischof von Huajuapan de León
- Celestino Miguel Fernández Pérez (1895–1972), spanischer römisch-katholischer Ordensgeistlicher, Bischof von San Marcos
- César Fernández (Sportschütze), uruguayischer Sportschütze
- César Fernández Ardavín (1923–2012), spanischer Filmregisseur und Drehbuchautor
- César Fernández García (* 1967), spanischer Jugendbuchautor
- César Fernández Moreno (1919–1985), argentinischer Schriftsteller
- César Daniel Fernández (* 1954), argentinischer Geistlicher, Bischof von Jujuy
- Charles Fernandez (Komponist) (* 1966), US-amerikanischer Komponist
- Charles Fernández (Moderner Fünfkämpfer) (* 1995), guatemaltekischer Moderner Fünfkämpfer
- Charles Henry Fernandez, Politiker aus Antigua und Barbuda
- Cipriano García Fernández (1931–2025), spanischer Ordensgeistlicher, Prälat von Cafayate
- Clarisa Fernández (* 1981), argentinische Tennisspielerin
- Claudia Fernández (* 2006), spanische Padelspielerin
- Clemente Fernández (1879–1952), spanischer Ordensgeistlicher, Präfekt von Formosa
- Coco Fernández (1964/1965–2014), uruguayisch-spanischer Komponist und Pianist
- Cristina Fernández (Sängerin) (* 1946), uruguayische Sängerin
- Cristina Fernández Cubas (* 1945), spanische Schriftstellerin und Journalistin
- Cristina Fernández de Kirchner (* 1953), argentinische Politikerin

### D
- Dafne Fernández (* 1985), spanische Schauspielerin
- Dalixia Fernández (* 1977), kubanische Beachvolleyballspielerin
- Danay Suárez Fernández (* 1985), kubanische Rapperin und Sängerin, siehe Danay Suárez
- Dani Fernández (* 1991), spanischer Popsänger
- Daniel Fernandez (Schachspieler) (* 1985), US-amerikanischer Schachspieler
- Daniel Fernández Delgado (* 1991), spanischer Sänger
- Daniel Fernández Fernández (* 1997), spanischer Fußballspieler
- Daniel Fernández Jiménez (* 2001), spanischer Handballspieler
- Daniel Fernández Torres (* 1964), US-amerikanischer Geistlicher
- Daniel Ceballos Fernández (* 1996), spanischer Fußballspieler, siehe Dani Ceballos
- Daniel Howard Fernandez (* 1995), singapurisch-britischer Schachspieler
- Daniel Moreno Fernández (* 1981), spanischer Radrennfahrer, siehe Daniel Moreno
- Daniel Rivas Fernández (1988–2015), spanischer Motorradrennfahrer
- David Fernandez (Tänzer), US-amerikanischer Tänzer und Choreograf
- David Fernández (Judoka, 1973) (David Ricardo Fernández Tercero; * 1973), costa-ricanischer Judoka
- David Fernández (Judoka, 1987) (* 1987), spanischer Judoka
- David Fernández Ortiz (Pseudonym Rodolfo Chikilicuatre; * 1970), spanischer Komiker, Schauspieler, Sänger und Synchronsprecher
- David Fernández Borbalán (* 1973), spanischer Fußballschiedsrichter
- David Fernández Domingo (* 1977), spanischer Radrennfahrer
- David Fernández Alonso (* 1996), spanischer Handballspieler
- Demetrio Fernández González (* 1950), spanischer Geistlicher, Bischof von Córdoba
- Diego Fernández (Cembalobauer) (1703–1775), andalusischer Cembalobauer
- Diego Fernández (Radsportler) (* 1977), uruguayischer Radsportler
- Diego Fernández (Fußballspieler) (* 1995), uruguayischer Fußballspieler
- Diego Fernández de Córdoba (1578–1630), spanischer Kolonialverwalter
- Diego Fernández de Palencia, spanischer Abenteurer und Historiker
- Diego Fernández Flores (* 2000), chilenischer Tennisspieler
- Dioni Fernández (* 1952), dominikanischer Musiker
- Dominique Fernandez (* 1929), französischer Autor und Hochschullehrer

### E
- Eduard Fernández (* 1964), spanischer Schauspieler
- Eduard Fernández Roura (* 1979), spanischer Handballspieler
- Eduardo Fernández (Politiker) (* 1940), venezolanischer Politiker
- Eduardo Fernández (* 1952), uruguayischer Gitarrist
- Eduardo Fernández de la Garza (* 1962), mexikanischer Fußballspieler
- Eleuterio Fernández Huidobro (1942–2016), uruguayischer Politiker und Schriftsteller
- Eliana Fernández, spanische Fußballschiedsrichterassistentin
- Elías Fernández Albano (1845–1910), chilenischer Politiker, Staatspräsident 1910
- Emiliano Fernández (* 1992), uruguayischer Fußballspieler
- Emilio Fernández (1904–1986), mexikanischer Schauspieler und Regisseur
- Enrique Fernández (Fußballtrainer) (1912–1985), uruguayischer Fußballspieler und -trainer
- Enrique Fernández (Regisseur) (* 1953), uruguayischer Regisseur
- Enrique A. Fernández, philippinischer Politiker, Justizminister
- Enzo Fernández (Fußballspieler, 1992) (* 1992), argentinischer Fußballspieler
- Enzo Fernández (* 1995), französisch-spanischer Fußballspieler, siehe Enzo Zidane
- Enzo Fernández (* 2001), argentinischer Fußballspieler
- Epifanio Fernández (Epi; 1919–1977), spanischer Fußballspieler
- Equi Fernández (* 2002), argentinischer Fußballspieler
- Ernesto Fernández (* 1960), puerto-ricanischer Tennisspieler
- Ernesto José Fernández (* 1966), argentinischer Geistlicher, Weihbischof in Rosario
- Estanislao Fernandez (1910–1982), philippinischer Richter und Politiker
- Eugenio Arellano Fernández (* 1944), spanisch-ecuadorianischer Ordensgeistlicher, Apostolischer Vikar von Awasa
- Eva Fernández (Schauspielerin) (* 1973), spanische Fernsehschauspielerin
- Eva Fernández-Brugués (* 1986), spanische Tennisspielerin
- Eva Fernández (Musikerin) (* 1994), spanische Jazzmusikerin
- Eva Fernández (Leichtathletin) (* 2000), bolivianische Langstreckenläuferin
- Ewen Fernandez (* 1989), französischer Inline-Speedskater
- Ezequiel Fernández (* 2002), argentinischer Fußballspieler
- Ezequiel Fernández Jaén (1886–1946), panamaischer Politiker, Staatspräsident 1939

### F
- Fabricio Fernández (* 1993), uruguayischer Fußballspieler
- Federico Fernández (Reiter) (* 1968), mexikanischer Reiter
- Federico Fernández (Fußballspieler) (* 1989), argentinischer Fußballspieler
- Federico Gastón Fernández (* 1989), argentinischer Handballspieler
- Federico Richter Fernandez-Prada (1922–2011), peruanischer Geistlicher, Erzbischof von Ayacucho o Huamanga
- Felipe Fernández García (1935–2012), spanischer Geistlicher, Bischof von San Cristóbal de La Laguna o Tenerife
- Felipe Fernández Laser (* 1988), deutscher Automobilrennfahrer
- Felipe Fernández del Paso (* 1966), mexikanischer Szenenbildner und Artdirector
- Félix Fernández (Schauspieler) (1899–1966), spanischer Schauspieler
- Félix Fernández (Fußballspieler) (* 1967), mexikanischer Fußballtorhüter
- Fernando Fernández (Schauspieler) (1916–1999), mexikanischer Schauspieler, Regisseur und Drehbuchautor
- Fernando Fernández (Illustrator) (1940–2010), spanischer Illustrator
- Fernando Fernández (Schachspieler) (* 1990), peruanischer Schachspieler
- Fernando Fernández (Fußballspieler) (Fernando Fábian Fernández Acosta; * 1992), paraguayischer Fußballspieler
- Fernando Fernández de Córdova (1809–1883), spanischer Generalleutnant und Politiker
- Fernando Fernández Escalante (1920–2005), argentinischer Diplomat
- Fernando Fernández Martín (* 1943), spanischer Politiker
- Fernando Fernández Monje, eigentlicher Name von Terremoto de Jerez (1934–1981), spanischer Flamenco-Sänger
- Fernando Fernández Pantoja, eigentlicher Name von Fernando Terremoto (1969–2010), spanischer Flamenco-Sänger
- Fernando Miguel Fernández (Fernando; * 1979), spanischer Fußballspieler
- Fernando Ortiz Fernández (1881–1969), kubanischer Anthropologe, Ethnologe und Politiker
- Florentino Fernández (Boxer) (1936–2013), kubanischer Boxer
- Florentino Fernández (Schauspieler) (* 1972), spanischer Schauspieler, Komiker und Showmaster
- Francisco Fernández (Fußballspieler, 1932) (1932–2010), chilenischer Fußballspieler
- Francisco Fernández (Fußballspieler, 1975) (* 1975), chilenischer Fußballspieler
- Francisco Fernández (Radsportler), spanischer Radsportler
- Francisco Fernandez (Schauspieler) (* 1998), portugiesischer Schauspieler
- Francisco Fernández de la Cueva (1619–1676), Vizekönig von Neuspanien und Sizilien
- Francisco Fernández de la Cueva Enríquez (1666–1733), Vizekönig von Neuspanien
- Francisco Fernández Miranda (* 1986), spanischer Wasserballspieler
- Francisco Fernández Ochoa (1950–2006), spanischer Skirennläufer
- Francisco Fernández Ordóñez (1930–1992), spanischer Politiker
- Francisco Fernández Rodríguez (* 1944), spanischer Fußballspieler
- Francisco Antonio Pacheco Fernández (* 1940), costa-ricanischer Politiker und Diplomat
- Francisco Moreno Fernández (Militär) (1883–1945), spanischer Militär
- Francisco Moreno Fernández (Linguist) (* 1960), spanischer Soziolinguist
- Francisco José Prieto Fernández (* 1968), spanischer Geistlicher, Erzbischof von Santiago de Compostela
- Francisco Javier Fernández (* 1977), spanischer Geher
- Francisco Javier García Fernández (* 1987), spanischer Fußballspieler, siehe Javi García
- Francisco Javier Martínez Fernández (* 1947), spanischer Geistlicher, Erzbischof von Granada
- Francisco José Pérez y Fernández-Golfín (1931–2004), spanischer Geistlicher, Bischof von Getafe
- Francisco Ricardo Oves Fernández (1928–1990), kubanischer Geistlicher, Erzbischof von San Cristóbal de la Habana
- François Fernandez (* 1960), französischer Violinist
- Frank Fernández Tamayo (* 1944), kubanischer Pianist und Komponist

### G
- Gabriel Fernandez (Fußballspieler, 1977), uruguayischer Fußballspieler
- Gabriel Fernández (Fußballspieler, 1994) (* 1994), uruguayischer Fußballspieler
- Gabriel Fernández Arenas (* 1983), spanischer Fußballspieler, siehe Gabi (Fußballspieler)
- Gabriel Fernández Ledesma (1900–1983), mexikanischer Künstler
- Gabriel Diego Fernández (* 1976), argentinischer Basketballspieler
- Gabriel Héctor Fernández (* 1977), argentinischer Fußballspieler
- Galo Fernández Villaseca (* 1961), chilenischer Geistlicher, Bischof von Talca
- García Fernández (Graf) († 995), Graf von Kastilien
- Gaspar Fernández (1566–1629), spanischer Komponist, Organist und Kapellmeister, siehe Gaspar Fernandes
- Genaro Fernández MacGregor (1883–1959), mexikanischer Jurist und Hochschullehrer
- Gerardo Fernández (* 1977), argentinischer Radrennfahrer
- Gerónimo Gutiérrez Fernández, mexikanischer Politiker
- Gigi Fernández (* 1964), US-amerikanische Tennisspielerin
- Gilberto Fernández (1935–2011), US-amerikanischer Geistlicher, Weihbischof von Miami
- Gonzalo Fernández (Politiker) (* 1952), uruguayischer Politiker
- Gonzalo Fernández de Burgos (um 860–um 915), kastilischer Graf und Heerführer
- Gonzalo Fernández Castaño (* 1980), spanischer Golfspieler
- Gonzalo Fernández de Córdoba (1585–1635), spanischer Feldherr
- Gonzalo Fernández de Córdoba y Aguilar (1453–1515), spanischer General und Staatsmann
- Gonzalo Fernández de Oviedo (1478–1557), spanischer Historiker und Staatsmann
- Graciela Fernández Meijide (* 1931), argentinische Menschenrechtlerin und Politikerin
- Gregorio Fernández (um 1576–1636), spanischer Bildhauer
- Guadalupe Ortiz de Landázuri Fernández de Heredia (1916–1975), spanische Professorin und Mitglied von Opus Dei
- Guillén Fernández (* 1964), deutscher Neurowissenschaftler und Neurologe
- Guillermo Fernández (Fußballspieler) (* 1986), uruguayischer Fußballspieler
- Guillermo Fernández (Künstler) (* 1928), uruguayischer Künstler
- Guillermo Fernández (Sänger) (* 1958), argentinischer Tangosänger und -komponist
- Guillermo Arriaga Fernández († 2014), mexikanischer Tänzer und Choreograph
- Gustavo Fernández (Fußballspieler, 1952) (* 1952), uruguayischer Fußballspieler
- Gustavo Fernández (Fußballspieler, 1990) (* 1990), argentinischer Fußballspieler
- Gustavo Fernández (Rollstuhltennisspieler) (* 1994), argentinischer Rollstuhltennisspieler
- Gutierre Fernández Hidalgo (um 1547–1623), spanischer Komponist
- Guyon Fernandez (* 1986), niederländischer Fußballspieler

### H
- Heriberto Andrés Bodeant Fernández (* 1955), uruguayischer Geistlicher, Bischof von Canelones
- Hermenegildo Zepeda Fernández (1804–1880), nicaraguanischer Politiker, Director Supremo 1845 bis 1847
- Hernán Fernández (1921–2010), chilenischer Fußballspieler
- Higinio Fernández (* 1988), spanischer Radrennfahrer
- Hipólito Fernández Serrano (Poli; * 1977), spanischer Fußballspieler
- Hugo Fernández Díez (* 1930), chilenischer Basketballspieler
- Hugo Fernández Faingold (1947–2025), uruguayischer Politiker
- Hugo Fernández Vallejo (1945–2022), uruguayischer Fußballspieler und -trainer
- Humberto Fernández Morán (1924–1999), venezolanischer Wissenschaftler

### I
- Ignacio Fernández Esperón (1894–1968), mexikanischer Komponist, siehe Tata Nacho
- Iker Fernández (* 1977), spanischer Snowboarder
- Ilan Fernández Uzzan (* 1966), kolumbianischer Drogenschmuggler und Modedesigner
- Inés Fernández-Ordóñez (* 1961), spanische Philologin
- Íñigo Fernández de Velasco y Mendoza (1462–1528), spanischer Adliger
- Íñigo Melchor Fernández de Velasco (1629–1696), spanischer Heerführer und Staatsmann
- Ioseba Fernandez (* 1989), spanischer Speedskater
- Irene Fernandez (1946–2014), malaysische Menschenrechtlerin
- Isabel Fernández (* 1972), spanische Judoka
- Izan Fernández (* 2001), andorranischer Fußballspieler

### J
- Jacqueline Fernandez (* 1985), indische Schauspielerin und Model
- Jaime Fernández (Schauspieler) (1927–2005), mexikanischer Schauspieler
- Jaime Fernández (Schwimmer) (* 1968), spanischer Schwimmer
- Jaime Fernandez (Ruderer) (* 1971), australischer Ruderer
- Jaime Fernández (Basketballspieler) (* 1993), spanischer Basketballspieler
- Jaime Fernández Fernández (* 1997), spanischer Handballspieler
- Jaime Fernández Sánchez (* 1969), spanischer Tontechniker
- Jaime Sánchez Fernández (* 1973), spanischer Fußballspieler
- Jana Fernández (* 2002), spanische Fußballspielerin
- Javier Estrada Fernández (* 1976), spanischer Fußballschiedsrichter
- Javier Fernández (Fußballspieler) (* 1988), spanischer Fußballspieler
- Javier Fernández Abruñedo, spanischer Fußballspieler, siehe Bicho (Fußballspieler)
- Javier Fernández Aguado (* 1961),  spanischer Wirtschaftswissenschaftler und Schriftsteller
- Javier Fernández Fernández (* 1948), spanischer Politiker
- Javier Fernández López (Eiskunstläufer) (* 1991), spanischer Eiskunstläufer
- Javier Fernández López (Handballtrainer) (* 1980), spanischer Handballtrainer
- Jean Fernandez (* 1954), französischer Fußballspieler und -trainer
- Jérôme Fernandez (* 1977), französischer Handballspieler und -trainer
- Jerome M. Fernandez (1901–1992), indischer römisch-katholischer Geistlicher
- Jesús Fernández (Fußballspieler) (Jesús Fernández Collado; * 1988), spanischer Fußballtorwart
- Jesús Fernández (Schauspieler), spanischer Schauspieler
- Jesús Fernández González (* 1955), spanischer Bischof, Bischof von Córdoba
- Jesús Fernández Oceja (* 1974), spanischer Handballspieler
- Jesús Joaquín Fernández Sáez de la Torre (* 1993), spanischer Fußballspieler, siehe genannt Suso (Fußballspieler)
- Joachim O. Fernández (1896–1978), US-amerikanischer Politiker
- Joaquín Fernández de Portocarrero (1681–1760), spanischer Geistlicher, Bischof von Sabina
- Joaquín Pertíñez Fernández (* 1952), spanischer Ordensgeistlicher, Bischof von Rio Branco
- Joaquín Fernández (Fußballspieler, 1996) (* 1996), spanischer Fußballspieler
- Joaquín Fernández (Fußballspieler, 1999) (* 1999), uruguayischer Fußballspieler
- Jonás Fernández (* 1979), spanischer Politiker
- Jordi Fernández (* 1982), spanischer Basketballtrainer
- Jorge Fernández (Reiter) (* 1968), uruguayischer Reiter
- Jorge Argentino Fernández (1915–2002), argentinischer Bandoneonist, Bandleader und Tangokomponist
- Jorge Fernández Armas (* 1951), spanischer Fußballspieler
- Jorge Fernández Madinabeitia (* 1972), spanischer Modell, Schauspieler und Fernsehmoderator
- Jorge Fernández (Leichtathlet) (* 1987), kubanischer Diskuswerfer
- Jorge Fernández Díaz (* 1950), spanischer Politiker (Partido Popular)
- José Fernández (Diplomat), mexikanischer Diplomat und Politiker
- José Fernández (Baseballspieler, 1896) (1896–1972), kubanischer Baseballspieler
- José Fernández (Baseballspieler, 1974) (* 1974), dominikanischer Baseballspieler
- José Fernández (Baseballspieler, 1992) (1992–2016), kubanischer Baseballspieler
- José Fernández (Baseballspieler, 1993) (* 1993), dominikanischer Baseballspieler
- José Fernández Arteaga (1933–2021), mexikanischer Geistlicher, Erzbischof von Chihuahua
- José Fernández Bardesio (* 1962), uruguayischer Gitarrist
- José Fernández Díaz (1908–1979), kubanischer Musiker, siehe Joseíto Fernández
- José Fernández Santini (* 1939), peruanischer Fußballspieler und -trainer
- José Fernández Troncoso (1912–2001), mexikanischer Fußballspieler und -trainer
- José Fernández-Villaverde (1902–1988), spanischer Diplomat
- José Antonio Fernández (* 1965), chilenischer Tennisspieler
- José Antonio Fernández Hurtado (* 1952), mexikanischer Geistlicher, Erzbischof von Tlalnepantla
- José Antonio Fernández Romero (1931–2011), spanischer Übersetzer und Hochschullehrer
- José Antonio Rodríguez Fernández, kubanischer Fußballspieler
- José Carlos Fernández (Fußballspieler, 1971), (* 1971) bolivianischer Fußballspieler
- José Ignacio Fernández Iglesias (* 1990), spanischer Fußballspieler, siehe Nacho (Fußballspieler, 1990)
- José Jiménez Fernández (* 1943), spanischer Schauspieler und Sänger
- José Kurt Fernández Cisternas, (1928–2009) chilenischer Fußballspieler
- José-Maria Fernández (* 1945), spanischer Autorennfahrer
- José María Montealegre Fernández (1815–1887), costa-ricanischer Politiker, Präsident 1859 bis 1863
- José Miguel Fernández (* 1988), kubanischer Baseballspieler
- José Miguel Fernández de Liencres (1898–1975), spanischer Tennisspieler
- José Ramón Fernández (1923–2019), kubanischer Befehlshaber
- José Roberto Reynoso Fernandez Filho (* 1980), brasilianischer Springreiter
- José Trinidad Fernández Angulo (* 1964), venezolanischer Geistlicher, Bischof von Trujillo
- José Trinidad Muñoz Fernández (1790–1855), nicaraguanischer General
- Joseph Gabriel Fernandez (1925–2023), indischer Geistlicher, Bischof von Quilon
- Juan Fernández (Seefahrer) (1536–1604), spanischer Seefahrer und Entdecker
- Juan Fernández (Rennfahrer) (1930–2020), spanischer Automobilrennfahrer
- Juan Fernández (Fußballspieler, 1948) (* 1948), salvadorianischer Fußballspieler
- Juan Fernández (Schauspieler) (* 1956), dominikanischer Schauspieler
- Juan Fernández (Biathlet) (* 1963), argentinischer Biathlet
- Juan Fernández (Hockeyspieler) (* 1985), spanischer Hockeyspieler
- Juan Fernández (Fußballspieler, 1991) (* 1991), uruguayischer Fußballspieler
- Juan Fernández de Boán (1549–1615), spanischer Jurist, Vizekönig von Peru
- Juan Fernández de Heredia (um 1310–1396), aragonischer Schreiber und Diplomat
- Juan Fernández el Labrador (aktiv 1629–1657), spanischer Stilllebenmaler
- Juan Fernández Martín (* 1957), spanischer Radrennfahrer
- Juan Fernández Miranda (* 1974), argentinischer Rugby-Union-Spieler
- Juan Fernández de Navarrete (um 1526–1579), spanischer Maler
- Juan Fernández Vilela (* 1946), spanischer Fußballspieler
- Juan Antonio Fernández Palacios (* 1963), kubanischer Diplomat
- Juan Antonio González Fernández (* 1987), spanischer Fußballspieler, siehe Juanan (Fußballspieler)
- Juan Antonio Menéndez Fernández (1957–2019), spanischer Geistlicher
- Juan Carlos Fernández (Tennisspieler) (* 1977), puerto-ricanischer Tennisspieler
- Juan Carlos Fernández (Radsportler) (* 1984), spanischer Radrennfahrer
- Juan E. Fernández (* 1961), uruguayischer Journalist und Schriftsteller
- Juan Manuel Fernández Pacheco (1650–1725), spanischer Gouverneur
- Juan María Fernández y Krohn (* 1950), spanischer Attentäter
- Juan Mora Fernández (1784–1854), costa-ricanischer Politiker, Präsident 1824 bis 1833
- Juan Pablo Fernández (* 1988), argentinischer Handballspieler
- Juan Pedro Cotillo Fernández (1914–1936), spanischer Ordensgeistlicher
- Juan Ramón Fernández (* 1980), argentinischer Fußballspieler
- Juan Vicente Solís Fernández (1892–1973), costa-ricanischer Geistlicher
- Juanita Fernández Solar (1900–1920), chilenische Unbeschuhte Karmelitin, siehe Teresa de Los Andes
- Julián Fernández (Fußballspieler, 1989) (* 1989), argentinischer Fußballspieler
- Julián Fernández (Baseballspieler) (* 1995), dominikanischer Baseballspieler
- Julián Fernández (Fußballspieler, 1995) (* 1995), argentinischer Fußballspieler
- Julián Fernández (Fußballspieler, 2004) (* 2004), argentinischer Fußballspieler
- Julie Fernandez Fernandez (* 1972), belgische Politikerin
- Julio Peña Fernández (* 2000), spanischer Schauspieler
- Justino Fernández (Regisseur), Filmregisseur
- Justino Fernández García (1904–1972), mexikanischer Kunsthistoriker und -kritiker

### K
- Karina Fernández (* 1978), costa-ricanische Triathletin
- Koldo Fernández (* 1981), spanischer Radrennfahrer

### L
- Leandro Fernández (* 1983), argentinischer Fußballspieler
- Leandro Fernández de Moratín (1760–1828), spanischer Dichter und Dramatiker
- Leo Fernández (Pokerspieler) (Leonardo Fernández; * 1973), argentinischer Pokerspieler
- Leo Fernandez (Snookerspieler) (* 1976), irischer Snookerspieler
- Leonardo Fernández (* 1998), uruguayischer Fußballspieler
- Leonardo Alberto Fernández (* 1974), bolivianisch-argentinischer Fußballtorhüter
- Leoncio Fernández Galilea (1892–1957), spanischer Geistlicher, Titularbischof von Ariassus
- Leonel Fernández (* 1953), dominikanischer Jurist und Politiker, Staatspräsident 1996 bis 2000 und 2004 bis 2012
- Leylah Fernandez (* 2002), kanadische Tennisspielerin
- Liliana Fernández (* 1987), spanische Beachvolleyballspielerin
- Lisa Fernandez (* 1971), US-amerikanische Softballspielerin
- Lorenzo Fernández (1900–1973), uruguayischer Fußballspieler
- Lorenzo Antonio Fernández (1792–1852), uruguayischer Geistlicher, Bischof von Montevideo
- Luciana Fernández (* 2005), peruanische Leichtathletin
- Luis Fernández (Luis Miguel Fernández Toledo; * 1959), französischer Fußballspieler und -trainer
- Luis Fernández (Fußballspieler, 1960) (Luis Alberto de Jesús Fernández González; * 1960), costa-ricanischer Fußballspieler
- Luis Fernández (Fußballspieler, 1989) (Luis Ignacio Fernández Villalba; * 1989), paraguayischer Fußballspieler
- Luis Fernández de Córdoba y Arce (1589–nach 1644), spanischer Militär und Gouverneur
- Luis Fernández de Córdova (1798–1840), spanischer Generalkapitän
- Luis Fernandez-Gil, spanischer Schauspieler
- Luis Fernández Gutiérrez (* 1972), spanischer Fußballspieler
- Luis Fernández Oliveira (* 1980), spanischer Radrennfahrer
- Luis Fernández Teijeiro (* 1993), spanischer Fußballspieler
- Luis Alberto Fernández (* 1946), argentinischer Geistlicher, Weihbischof in Buenos Aires
- Luis Aurelio López Fernández (* 1993), honduranischer Fußballspieler, siehe Luis López (Fußballspieler, 1993)
- Luis Enrique Fernández (* 1950), mexikanischer Fußballspieler und -trainer
- Luis García Fernández (* 1981), spanischer Fußballspieler
- Luis Jorge González Fernández (1936–2016), argentinischer Komponist und Musikpädagoge, siehe Luis Jorge González
- Luis María Fernández Basualdo (1948–2010), argentinischer Politiker
- Luis Romero Fernández (* 1954), spanischer Geistlicher, Weihbischof in Rockville Centre
- Luisa Fernandez (* 1961), spanisch-deutsche Sängerin
- Lya Isabel Fernández Olivares (* 2007), mexikanische Tennisspielerin

### M
- Macedonio Fernández (1874–1952), argentinischer Schriftsteller
- Manny Fernandez (* 1974), kanadischer Eishockeyspieler
- Manuel Fernández (Fußballspieler, 1922) (1922–1971), spanisch-französischer Fußballspieler und Trainer
- Manuel Fernández (Fußballspieler, 1989) (* 1989), uruguayischer Fußballspieler
- Manuel Fernández Álvarez (1921–2010), spanischer Historiker
- Manuel Fernández Ansean, argentinischer Fußballspieler
- Manuel Fernández Castrillón († 1836), mexikanischer Offizier
- Manuel Fernández-Galiano (1918–1988), spanischer Klassischer Philologe
- Manuel Fernandez Gines, spanischer Radsportler
- Manuel Fernández Juncos (1846–1928), spanischer Journalist und Autor
- Manuel Fernández Musso (* 1988), spanischer Biathlet
- Manuel Fernández Silvestre (1871–1921), spanischer General
- Manuel Herrero Fernández (* 1947), spanischer Ordensgeistlicher, Bischof von Palencia
- Manuel José Fernández Chacón (1786–1841), costa-ricanischer Politiker, Präsident 1835
- Manuel Pando Fernández de Pinedo (1792–1872), spanischer Politiker
- Marcelino Sánchez Fernández (1910–1936), spanischer Oblate der Makellosen Jungfrau Maria und Märtyrer
- Marcelo Fernández (* 1988), uruguayischer Fußballspieler
- Marcelo Fernández (Fußballspieler, 2001) (* 2001), paraguayischer Fußballspieler
- Marco Antonio Órdenes Fernández (* 1964), chilenischer Priester, Bischof von Iquique
- Marcos García Fernández (* 1986), spanischer Radrennfahrer
- María Antonia Vallejo Fernández (La Caramba; 1751–1787), spanische Schauspielerin und Sängerin, siehe María Antonia Vallejo
- María Pía Fernández (* 1995), uruguayische Leichtathletin
- María Teresa Fernández de la Vega (* 1949), spanische Politikerin
- Mariano Fernández (Politiker) (* 1945), chilenischer Journalist, Diplomat und Politiker
- Mariano Fernández (Badminton), argentinischer Badmintonspieler
- Mariano Fernández (Fußballspieler) (* 1978), argentinischer Fußballspieler
- Mariano Fernández de Echeverría y Veytia (1718–1780/1779), mexikanischer Historiker
- Mariano Fernández Maldonado (* 1933), mexikanischer Fußballspieler
- Mariano Fazio Fernández (* 1960), argentinischer Geistlicher, römisch-katholischer Theologe und Generalvikar des Opus Dei
- Mario Alberto Torres Hernández (1931–1975), chilenischer Fußballspieler
- Markel Fernández (* 2003), spanischer Leichtathlet
- Marta S. Fernández (* 1960), argentinische Paläontologin
- Martín Fernández de Enciso (um 1470–um 1528), spanischer Geograf und Kartograf
- Mary Joe Fernández (* 1971), US-amerikanische Tennisspielerin
- Matías Fernández (* 1986), chilenischer Fußballspieler
- Matías Fernández (Fußballspieler, 1995) (* 1995), chilenischer Fußballspieler
- Matias Fernandez-Pardo (* 2005), belgisch-spanischer Fußballspieler
- Mauro Fernández Acuña (1843–1905), costa-ricanischer Politiker
- Maya Fernández Allende (* 1971), chilenische Politikerin
- Melina Fernandez (* 2008), deutsche Tanzsportlerin, B-Girl
- Mercedes Fernández (* 1980), argentinische Gewichtheberin
- Michel Fernandez García (* 1983), kubanischer Radrennfahrer
- Miguel Fernández (Architekt) (1726–1786), spanischer Architekt
- Miguel Fernández (Zoologe) (Miguel Fernández Westermeier; 1882/1883–1950). deutsch-argentinischer Zoologe und Hochschullehrer
- Miguel Fernández (Esperantist) (Miguel Fernández Martín; * 1950), spanischer Esperantist und Schriftsteller
- Miguel Fernández (Musiker), argentinischer Bandoneonspieler
- Miguel Fernández (Radsportler) (Miguel Fernández Fernández; * 1969), spanischer Radrennfahrer
- Miguel Fernandez (Cartoonist) (* 1974), deutscher Comicautor und Illustrator
- Millane Fernandez (* 1986), deutsche Sängerin
- Mónica Fernández-Aceytuno (* 1961), spanische Biologin und Wissenschaftsjournalistin

### N
- Nahuel Fernández (* 1999), uruguayischer Fußballspieler
- Nicolás Fernández (Fußballspieler, 1986) (* 1986), argentinischer Fußballspieler
- Nicolás Fernández (Fußballspieler, 1996) (* 1996), argentinischer Fußballspieler
- Roberto Nicolás Fernández Fagundez (* 1998), uruguayischer Fußballspieler siehe Roberto Fernández (Fußballspieler, 1998)
- Nicolás Fernández (Fußballspieler, 1999) (* 1999), chilenischer Fußballspieler
- Nicolás Fernández (Fußballspieler, 2000) (* 2000), argentinischer Fußballspieler
- Nicolás Fernández (Fußballspieler, 2003) (* 2003), uruguayischer Fußballspieler
- Nicolás Fernández (Militar) (1875–1973), mexikanischer Revolutionär und General
- Nicolás Fernández (Politiker, 1958) (* 1958), argentinischer Politiker
- Nicolás Fernández (Politiker, 1963) (* 1963), spanischer Politiker
- Nicolás Fernández (Rugbyspieler) (* 1986), argentinischer Rugby-Union-Spieler
- Nicolás Fernández Miranda (* 1972), argentinischer Rugby-Union-Spieler
- Nona Fernández (* 1971), chilenische Schriftstellerin, Schauspielerin und Dramatikerin
- Nuria Fernández (* 1976), spanische Mittel- und Langstreckenläuferin

### O
- Oliver Fernández (* 1972), mexikanischer Tennisspieler
- Orlando Fernandez (* 1963), puerto-ricanischer Boxer
- Orlando Fernández (Leichtathlet) (* 2007), venezolanischer Speerwerfer
- Oscar Gerardo Fernández Guillén (* 1949), costa-ricanischer Geistlicher, Bischof von Puntarenas
- Oscar Lorenzo Fernández (1897–1948), brasilianischer Komponist

### P
- Pablo Fernández (* 2002), spanischer Eishockeyspieler
- Pablo Alfonso Fernández Gallo (1962–2025), kubanischer Musiker, siehe Paulito FG
- Pablo Álvarez Fernández (* 1988), spanischer Ingenieur und Astronautenanwärter
- Paola Fernández (* 2000), puerto-ricanische Weitspringerin
- Patrick Fernandez (Rennfahrer) (* 1952), französischer Motorradrennfahrer
- Patrick Fernandez (Schauspieler) (* 1985), deutsch-mexikanischer Schauspieler, Moderator und Musiker
- Patrick Fernández Flores (1929–2017), US-amerikanischer Geistlicher, Erzbischof von San Antonio
- Pedro Fernández (Segler), kubanischer Segler
- Pedro Fernández (Sänger) (eigentlich José Martín Cuevas Cobos; * 1969), mexikanischer Sänger
- Pedro Fernández Camacho (* 1977), venezolanischer Fußballspieler
- Pedro Fernández Cantero (* 1946), paraguayischer Fußballspieler
- Pedro Fernández Castillejos (* 1952), spanischer Boxer, siehe Perico Fernández
- Pedro Fernández de Castro y Andrade (1560–1622), spanischer Adliger
- Pedro Fernández de Castro el Castellano (um 1155–1214), kastilischer Adliger
- Pedro Fernández de Castro el de la Guerra († 1342), galicischer Adliger
- Pedro Fernández de Fuentecalada (auch Pedro Fernández de Castro „Potestad“; 1115–1184), Großmeister des Santiagoordens
- Pedro Fernández de Guadalupe (Beginn 16. Jahrhundert), spanischer Maler der Renaissance
- Pedro Fernández Hermida (* 1976), spanischer Radrennfahrer
- Pedro Fernández de Murcia (Beginn 16. Jahrhundert), spanischer Maler der Renaissance
- Pedro Fernández del Pulgar (1621–1697), spanischer Kleriker und Historiker
- Pedro Fernández de Quirós (1565–1614), portugiesischer Seefahrer
- Pedro Fernández de Villegas (1453–1536), spanischer Humanist und Übersetzer
- Pedro I. Fernández de Córdoba y Figueroa (1518–1552), 4. Graf von Feria und Ritter des Orden vom Goldenen Vlies
- Pedro Antonio Fernández de Castro (1632–1672), spanischer Adliger, Vizekönig von Peru
- Percival Joseph Fernandez (* 1935), indischer Geistlicher, Weihbischof in Bombay
- Percy Fernández, bolivianischer Politiker, Bürgermeister von Santa Cruz de la Sierra
- Perico Fernández (1952–2016), spanischer Boxer
- Peter Fernandez (1927–2010), US-amerikanischer Synchronsprecher
- Pilar Fernández de la Mora (1867–1929), spanische Pianistin und Musikpädagogin
- Próspero Fernández Oreamuno (1834–1885), costa-ricanischer Politiker, Präsident 1882 bis 1885

### R
- Rafael Fernández (Polospieler) (1895–1940), spanischer Polospieler
- Rafael Fernández (Fechter) (1897–??), chilenischer Fechter
- Rafael Fernández (Badminton), spanischer Badmintonspieler
- Rafael Fernández (Politiker), uruguayischer Politiker
- Rafael Amador Fernández (* 1960), spanischer Gitarrist und Sänger
- Raimundo Fernández (Speerwerfer) (* 1970), spanischer Speerwerfer
- Raimundo Fernández Villaverde (1848–1905), spanischer Politiker
- Raimundo Amador Fernández (* 1959), spanischer Gitarrist und Sänger
- Ramón Fernández (Regisseur) (Tito Fernández, 1930–2006), spanischer Filmregisseur
- Ramon Fernandez (Schauspieler) (* um 1980), spanisch-US-amerikanischer Schauspieler, Produzent und Regisseur
- Ramón Fernández (Fußballspieler) (Ramón Ignacio Fernández Arias, * 1984), argentinischer Fußballspieler
- Ramón Benito Ángeles Fernández (* 1949), dominikanischer Geistlicher, Weihbischof in Santo Domingo
- Ramón José Aponte Fernández (* 1948), venezolanischer Geistlicher, Bischof von Valle de la Pascua
- Raúl Fernández (Basketballspieler) (1905–??), mexikanischer Basketballspieler
- Raúl Fernández (Fußballspieler), bolivianischer Fußballspieler
- Raúl Fernández (Speerwerfer) (* 1954), kubanischer Speerwerfer
- Raúl Fernández (Judoka) (* 1972), spanischer Judoka
- Raúl Fernández (Leichtathlet) (* 1978), spanischer Leichtathlet
- Raúl Fernández (Fußballspieler, 1985) (* 1985), chilenischer Fußballtorhüter
- Raúl Fernández (Fußballspieler, 1988) (* 1988), spanischer Fußballtorhüter
- Raúl Fernández (Rennfahrer) (* 2000), spanischer Motorradrennfahrer
- Raúl Fernández Valverde (* 1985), peruanischer Fußballtorhüter
- Raymond Fernandez (1914–1951), US-amerikanischer Serienmörder, siehe The Lonely Hearts Killers
- René Fernández (1905–1956), bolivianischer Fußballspieler
- René Fernández Apaza (1924–2013), bolivianischer Geistlicher, Erzbischof von Cochabamba
- Ricard Fernández (* 1999), andorranischer Fußballspieler
- Ricardo Javier Varela Fernandez, uruguayische Diplomat
- Roberto Fernández (Musiker) (* 1937), argentinischer Musiker
- Roberto Fernández (Fußballspieler, 1954) (Roberto Eladio Fernández Roa; * 1954), paraguayischer Fußballspieler
- Roberto Fernández (Fußballspieler, 1979) (* 1979), spanischer Fußballspieler
- Roberto Fernández (Fußballspieler, 1998) (Roberto Nicolás Fernández Fagúndez; * 1998), uruguayischer Fußballspieler
- Roberto Fernández (Fußballspieler, 1999) (Roberto Carlos Fernández Toro; * 1999), bolivianischer Fußballspieler
- Roberto Fernández (Fußballspieler, 2000) (Roberto Fernández Urbieta; * 2000), paraguayischer Fußballspieler
- Roberto Fernández (Fußballspieler, 2002) (Roberto Fernández Jaén; * 2002), spanischer Fußballspieler
- Roberto Fernández Balbuena (1891–1966), spanisch-mexikanischer Maler und Architekt
- Roberto Fernández Bonillo (* 1962), spanischer Fußballspieler
- Roberto Fernández Ibáñez (* 1955), uruguayischer Fotograf
- Roberto Fernández Retamar (* 1930), kubanischer Schriftsteller
- Roberto Alonso Fernández (* 1976), spanischer Fußballschiedsrichterassistent
- Roberto González Fernández (* 1948), spanischer Kunstmaler
- Roberto Júnior Fernández (* 1988), paraguayischer Fußballspieler
- Rodrigo Fernández (Fußballspieler, 1968) (* 1968), mexikanischer Fußballspieler
- Rodrigo Fernández (Fußballspieler, 1996) (* 1996), uruguayischer Fußballspieler
- Rodrigo Fernández (Rugbyspieler) (* 1996), chilenischer Rugbyspieler
- Rogelio Fernández, uruguayischer Leichtathlet
- Rommel Fernández (1966–1993), panamaischer Fußballspieler
- Ronnie Fernández (* 1991), chilenischer Fußballspieler
- Rosa Fernández (* 1957), kubanische Kugelstoßerin
- Rosario Fernández (* 1955), peruanische Politikerin
- Rowen Fernandez (* 1978), südafrikanischer Fußballspieler
- Rubén Fernández (* 1991), spanischer Radrennfahrer
- Rudy Fernández (* 1985), spanischer Basketballspieler
- Ruth Fernández (1919–2012), puerto-ricanische Sängerin
- Ruy Fernández de Fuenmayor (1603–1651), spanischer Gouverneur von Venezuela

### S
- Sabine Fernandez (* 1978), deutsche Schauspielerin
- Saleta Fernández (* 1997), spanische Hochspringerin
- Salvador Fernández Ramírez (1896–1983), spanischer Hispanist und Grammatiker
- Santiago Fernández (Ruderer) (* 1976), argentinischer Ruderer
- Santiago Fernández (Rugbyspieler, 1983) (Santiago Fernández Riga; * 1983), argentinisch-spanischer Rugby-Union-Spieler (Scrum-half)
- Santiago Fernández (Rugbyspieler, 1985) (* 1985), argentinischer Rugby-Union-Spieler (Fly-half)
- Santiago Fernández y González Barriga (1768–1847), chilenischer Politiker, Staatspräsident 1823
- Santiago Huerta Fernández (* 1955), spanischer Architekt und Architekturhistoriker
- Saúl Fernández García (Saúl; * 1985), spanischer Fußballspieler
- Sebastián Fernández (Fußballspieler, 1985) (Sebastián Bruno Fernández Miglierina; * 1985), uruguayischer Fußballspieler
- Sebastián Fernández (Fußballspieler, 1989) (Sebastián Mauricio Fernández Presa; * 1989), uruguayischer Fußballspieler
- Sebastián Fernández (Rennfahrer) (Sebastián Fernández Wahbeh; * 2000), venezolanischer Automobilrennfahrer
- Sergio Fernández (Geher) (* 1993), spanischer Geher
- Sergio Fernández (Hürdenläufer) (* 1993), spanischer Hürdenläufer
- Sergio Fernández Barroso (* 1946), kubanischer Komponist, siehe Sergio Barroso
- Sergio Fernández Fernández (1939–2024), chilenischer Politiker
- Sergio Fernández González (Ruderer) (* 1967), argentinischer Ruderer
- Sergio Fernández González (Fußballspieler) (* 1977), spanischer Fußballspieler
- Sergio García Fernández (* 1980), spanischer Golfer, siehe Sergio García (Golfspieler)
- Shiloh Fernandez (* 1985), US-amerikanischer Schauspieler und Model
- Silvio Fernández (Fechter, 1946) (* 1946), venezolanischer Fechter
- Silvio Fernández (Fechter, 1979) (Silvio Ernesto Fernández Briceño; * 1979), venezolanischer Fechter
- Silvio Fernández Dos Santos (Silvio Daer Fernández Dos Santos; * 1974), uruguayischer Fußballspieler
- Stefanía Fernández (* 1990), venezolanisches Model

### T
- Teodoro Fernández (1913–1996), peruanischer Fußballspieler
- Teodoro Cardenal Fernández (1916–2006), spanischer Geistlicher, Erzbischof von Burgos
- Teresa Leger Fernandez (* 1959), US-amerikanische Politikerin (Demokratische Partei)
- Teresita Fernández (Musikerin) (1930–2013), kubanische Liedermacherin
- Teresita Fernández (Installationskünstlerin) (* 1968), US-amerikanische Installationskünstlerin, Bildhauerin und Fotografin
- Tomás Fernández (* 1915), kubanischer Fußballspieler
- Torcuato Fernández-Miranda (1915–1980), spanischer Jurist und Politiker

### U
- Ubaldo Evaristo Cibrián Fernández (1906–1965), spanischer Geistlicher, Prälat von Corocoro

### V
- Vicente Fernández (1940–2021), mexikanischer Sänger, Schauspieler und Filmproduzent
- Vicente Fernández (Golfspieler) (* 1946), argentinischer Golfspieler
- Vicente Fernández (Fußballspieler, 1979) ( Vicente Javier Fernández Pino; * 1979), spanischer Fußballspieler
- Vicente Fernández (Fußballspieler, 1999) (Vicente Felipe Fernández Godoy; * 1999), chilenischer Fußballspieler
- Vicente Romero Fernández (* 1955), peruanischer Polizeibeamter und Politiker
- Víctor Fernández Braulio (* 1960), spanischer Fußballtrainer
- Víctor Fernández López (* 1984), spanischer Windsurfer
- Víctor Manuel Fernández (Kardinal) (* 1962), argentinischer Geistlicher und Kurienkardinal
- Víctor Manuel Fernández Gutiérrez (Víctor; * 1974), spanischer Fußballspieler

### W
- Walter Fernández (Fußballspieler, 1960), argentinischer Fußballspieler
- Walter Fernandez (Fussballspieler, 1965) (* 1965), Schweizer Fußballspieler
- Walter Fernández (Fußballspieler, 1988) (* 1988), uruguayischer Fußballspieler
- Walter Fernández (Fußballspieler, 1989) (* 1989), spanischer Fußballspieler
- Wenceslao Fernández Flórez (1885–1964), spanischer Journalist und Schriftsteller
- Wilhelmenia Fernandez (1949–2024), US-amerikanische Sopranistin
- Winifer Fernández (* 1995), dominikanische Volleyballspielerin

### X
- Xabier Fernández (* 1976), spanischer Segler
- Xosé Fernández Ferreiro (1931–2015), galicischer Schriftsteller

### Y
- Yanga R. Fernández (* 1971), kanadisch-US-amerikanischer Astronom
- Yellva de Fernández (1890–1971), deutsche Filmschauspielerin
- Yonathan Jesús Fernández García (* 1986), chilenischer Biathlet